# Stenocereus aragonii
Stenocereus aragonii  es una especie de planta fanerógama de la familia Cactaceae. Es endémica de Costa Rica.

## Descripción
Stenocereus aragonii crece solo un poco con ramificación de abajo hacia arriba, es columnar, de color verde oscuro con tallos y alcanza diámetros de 12 a 15 centímetros y un tamaño de entre 5 y 6 m (raramente 6 metros) de altura. Por lo general, no tiene raíz visible. Los brotes a menudo tienen un patrón de bandas brillantes distintivas, que indica el final del incremento de longitud anual. Tiene entre cinco a ocho costillas, fuertes y redondeadas aletas que miden de 2 a 3 cm de alto. Las ereolas con una a tres espinas centrales grises de 2 a 3 cm de largo; y más de ocho espinas radiales de hasta 2 cm de largo.
Las flores en forma de embudo se abren por la noche y tienen entre 6 y 8 cm de largo. Las brácteas exteriores son de color marrón verdoso, con el interior blanco. Su pericarpo está encorvado y cubierto de espinas. La fruta no se conoce.

## Taxonomía
Stenocereus aragonii fue descrita por (F.A.C.Weber) Buxb. y publicado en Botanische Studien 12: 99. 1961.
Etimología
Stenocereus: nombre genérico que deriva de las palabras griegas:
"στενός" (stenos) para "apretado, estrecho" y se refiere a las costillas relativamente estrechos de las plantas y cereus para "cirio, vela".
aragonii: epíteto
Sinonimia
- Cereus aragonii F.A.C.Weber
- Cereus aragonii var. palmatus F.A.C.Weber
- Lemaireocereus aragonii (F.A.C.Weber) Britton & Rose
- Marshallocereus aragonii (F.A.C.Weber) Backeb.
- Pachycereus aragonii (F.A.C.Weber) P.V.Heath
- Pachycereus aragonii var. palmatus (F.A.C.Weber) P.V.Heath	[3]